# 데스노트 (영화)

데스노트

《데스노트(일본어: デスノート)는 만화 〈DEATH NOTE〉를 원작으로 한 2006년에 공개된 일본 영화이다. 도쿄 마루노우치 피카디리 3 외 다른 전국 쇼치쿠 계열에서 공개됐다. 전체적인 스토리는 원작의 제1부와 제2부의 결말을 기반으로 각색한 것으로 되어 있다. 공개는 일본 방화 사상 최초로 전·후편 연속 공개로 기획 된 목표 흥행 수입은 각각 50억엔, 2편 총 100억엔으로 발표되었다. L(엘) 역의 마츠야마 켄이치의 출세작으로 알려져 있다.
2008년 2월 9일에는 스핀오프 작품 〈L change the WorLd〉가 공개되었다. 2016년 10월 29일에는 속편 〈데스노트 Light up the NEW world〉가 공개되었다.

## 제1장 데스노트
공개시 제목은 〈데스노트〉였지만, 이후의 텔레비전 방송 등이 된 후에는 〈데스노트 전편〉이라고 말하는 경우도 있다.

### 줄거리
야가미 라이토는 어느 날 이상한 검은 노트를 줍는다.  그것은 사신·류크가 떨어 뜨린 노트에 이름을 쓰면 사람이 죽다는 〈데스노트〉였다. 범죄자를 재판하는 법률에 불만을 느끼고 있던 라이토는 세상을 바꾸기 위해 노트의 힘으로 범죄자를 차례로 처단하기 시작한다.결국 범죄자를 죽인 사람의 존재를 알아챈 사람들은 암살자(= Killer)의 의미에서 〈키라〉라고 부르기 시작, 키라를 신과 같이 숭배하는 사람까지 나타난다.
한편 경찰 조직은 키라의 행위는 어디까지나 연쇄 살인이라고 하고 조사·해결을 위해 어떤 인물을 보낸다. 그는 경찰 뒤에서 명령을 내리고 수 많은 어려운 사건을 해결해 온 세계적인 명탐정 L(엘)이다.
천재끼리의 싸움이 시작되고, 각자 추구하는 세계의 차이에서 일어난 이 싸움에서 이기는 것은 사신의 힘을 가진 키라? 아니면 경찰을 이용한 L(엘)인것일까? 

### 출연
- 야가미 라이토 - 후지와라 타츠야
- L / 류자키  - 마츠야마 켄이치
- 미소라 나오미 - 세토 아사카
- 아키노 시오리 - 카시이 유
- 레이 이와마츠 - 호소카와 시게키
- 요루가미 쇼우 - 미츠시마 히카리
- 야가미 사치코 - 고다이 미치코
- 소라 이쿠타 - 나카무라 이쿠지
- 마츠다 토타 - 아오야마 소타
- 모키 칸조 - 시미즈 신
- 아이자와 - 오쿠다 타츠시
- 사와 - 코마츠 미유키
- 마츠바라 - 나카하라 타케오
- 사에키 경찰청장 - 츠가와 마사히코
- 버스 운전사 사사키 - 다나카 요지
- 오소레다키 이치로 - 카오다 카오히코
- 시부이마루 타쿠오 - 미나가와 사루토키
- 히비사와 유스케 - 와타라이 토시유키
- 류크(목소리) - 나카무라 시도
- 아마네 미사 - 토다 에리카
- 와타리 - 후지무라 슌지
- 야가미 소이치로 - 카가 다케시

### 스태프
- 원작 - 오바 츠구미, 오바타 다케시 〈DEATH NOTE〉 (슈에이샤 점프 코믹스간)
- 감독 - 가네코 슈스케
- 각본 - 오오이시 테츠야
- 음악 - 카와이 켄지
- 제작 - 야마지 나리타카, 호리 요시타카, 니시가키 신이치로, 히라이 후미히로, 키타카미 이치조, 마츠모토 테루키
- 제작 총지휘 - 오사와 시게키
- 제작 지휘 - 타카다 신지
- 이그제큐티브 프로듀서 - 오쿠다 세이지
- 프로듀서 - 사토 타카히로, 후쿠다 토요지, 코바시 타카히로
- 기획 - 다카하시 마사나, 사토 아츠시
- 촬영 - 다카세 히로시
- 조명 - 와타나베 코이치
- 미술 - 오키와 이치
- 녹음 - 이와쿠라 마사유키
- 편집 - 야후네 요스케
- 조감독 - 야마구치 코지, 이하라 신지, 오츠시 켄토쿠
- 라인 프로듀서 - 오오츠카 야스유키
- CG 프로듀서 - 토요시마 유사쿠
- CG - 디지털 프론티어
- 오리지널 사운드 트랙 - 〈SOUND of DEATH NOTE〉 (VAP)
- 배급·홍보 총괄 - 워너 브라더스 영화
- 제작사 - 닛카츠 촬영소
- 기획·제작 - NTV
- 제작 - 〈DEATH NOTE〉 FILM PARTNERS (NTV, 삿포로 TV 방송, 미야기 TV 방송, 주쿄 TV 방송, 히로시마 TV 방송, 후쿠오카 방송, 슈에이샤, 호리 프로, 요미우리 TV 방송, VAP, 코나미, 쇼치쿠, 니카츠)

### 텔레비전 방송
| 횟수 | 방송사 | 프로그램명    | 방송일           | 시간대        | 시간  | 시청률 | 비고 |
| ---- | ------ | ------------- | ---------------- | ------------- | ----- | ------ | --- |
| 1    | NTV    | 금요로드쇼    | 2006년 10월 27일 | 21:00 - 23:24 | 144분 | 24.5%  | 후편 공개 직전 〈금요로드쇼〉 20주년 특별기획으로 가네코 슈스케 감독이 TV 방송용으로 편집한 〈디렉터스 컷 특별편〉이 TV 방송되었다. DVD 발매 전에 지상파 방송은 이례적이다. 해적판 대책으로 프로그램 방송 중에 항상 화면 오른쪽 상단에 〈금요로드쇼〉의 로고가 삽입되었다. |
| 2    | NTV    | 금요로드쇼    | 2008년 2월 1일   | 21:03 -23:24  | 141분 | 19.7%  | |
| 3    | NTV    | 금요로드쇼    | 2011년 1월 21일  | 21:00 - 22:54 | 114분 | 11.6%  | |
| 4    | NTV    | 영화천국      | 2014년 5월 19일  | 25:59 - 27:58 | 119분 | 3.0%   | |
| 5    | NTV    | 금요로드SHOW! | 2016년 10월 26일 | 21:00 - 22:54 | 114분 | 9.1%   | 《데스노트 Light up the NEW world》 공개 직전에 2부작을 약 2시간 (CM을 제외하고 94분 정도)으로 재구성한 〈역습의 천재〉로 방송. |

- 시청률은 비디오 리서치 조사, 관동 지역·세대·실시간.

### 해외 배급

#### 북미
2008년 5월 20일과 21일의 평일 2일간 더빙판이 미국에서 300개 이상의 극장에서 개봉해 관객수는 6만 5,000명을 기록했다. 시작 시간은 각 국가의 현지 시간 19시 30분. 주요 등장 인물은 애니메이션 판과 같은 성우가 더빙을 맡았다. 특히 연령 제한은 없었으나, R등급과 비슷한 대우를 받았다. 캐나다는 2008년 9월 15일 하루만 공개됐다. 그 후, 2008년 9월 16일에 DVD가 발매되었다.
데스노트의 영어판 제목은 〈painting societies〉로도 불린다.

## 제2장 데스노트: 라스트 네임

### 줄거리 (후편)
라이토는 키라 대책 본부에 진입하는데 성공하고, 라이토와 L(엘)의 장렬한 두뇌 싸움이 시작됐다.
한편, 또 다른 사신 렘의 데스노트를 손에 넣은 소녀 아마네 미사가 나타난다. 미사는 자신의 수명의 절반에 대한 대가로 얼굴을 보는 것만으로 상대의 이름과 수명이 보이는 사신의 눈을 얻고, 자신을 〈제2의 키라〉라고 칭하고 키라를 부정하는 사람을 끌어내간다.

### 출연 (후편)
- 야가미 라이토 - 후지와라 타츠야
- L / 류자키 - 마츠야마 켄이치
- 아마네 미사 - 토다 에리카
- 타카다 키요미 - 카타세 나나
- 이즈메가와 유지 - 매기
- 니시야마 사에코 - 우에하라 사쿠라
- 야가미 사치코 - 고다이 미치코
- 요루가미 쇼우 - 미츠시마 히카리
- 소라 이쿠타 - 나카무라 이쿠지
- 마츠다 토타 - 아오야마 소타
- 모키 칸조 - 시미즈 신
- 아이자와 - 오쿠다 타츠시
- 사와 - 코마츠 미유키
- 요시노 아야코 - 마에다 아이
- 히비하자마 카즈히코 - 이타오 오츠지
- 사에키 경찰청장 - 츠가와 마사히코
- 류크(목소리) - 나카무라 시도 ※특별출연
- 렘(목소리) - 이케하타 신노스케
- 와타리 - 후지무라 슌지
- 야가미 소이치로 - 카가 다케시

### 스태프 (후편)
- 원작 - 오바 츠구미, 오바타 다케시 〈DEATH NOTE〉 (슈에이샤 점프 코믹스간)
- 감독 - 가네코 슈스케
- 각본 - 오오이시 테츠야, 가네코 슈스케
- 음악 - 카와이 켄지
- 제작 지휘 - 미우라 히메
- 제작 - 야마지 나리타카, 호리 요시타카, 니시가키 신이치로, 히라이 후미히로, 키타카미 이치조, 마츠모토 테루키
- 제작 총지휘 - 오사와 시게키
- 이그제큐티브 프로듀서 - 오쿠다 세이지
- 프로듀서 - 사토 타카히로, 후쿠다 토요지, 코바시 타카히로
- 기획 협력 - 다카하시 마사나, 사토 아츠시
- 촬영 - 타카마 켄지
- 조명 - 와타나베 코이치
- 미술 - 오키와 이치
- 녹음 - 이와쿠라 마사유키
- 편집 - 야후네 요스케
- 조감독 - 야마구치 코지, 이하라 신지, 오츠시 켄토쿠
- 라인 프로듀서 - 오오츠카 야스유키
- CG 프로듀서 - 토요시마 유사쿠
- CG - 디지털 프론티어
- 오리지널 사운드 트랙 - 〈SOUND of DEATH NOTE the Last name〉 (VAP)
- 배급·홍보 총괄 - 워너 브라더스 영화
- 제작사 - 닛카츠 촬영소
- 기획·제작 - NTV
- 제작 - 〈DEATH NOTE〉 FILM PARTNERS (NTV, 삿포로 TV 방송, 미야기 TV 방송, 주쿄 TV 방송, 히로시마 TV 방송, 후쿠오카 방송, 슈에이샤, 호리 프로, 요미우리 TV 방송, VAP, 코나미, 쇼치쿠, 니카츠)

### 텔레비전 방송
| 횟수 | 방송사 | 프로그램명    | 방송일           | 시간대        | 시간  | 시청률 | 비고 |
| ---- | ------ | ------------- | ---------------- | ------------- | ----- | ------ | --- |
| 1    | NTV    | 금요로드쇼    | 2008년 2월 8일   | 21:03 - 23:39 | 156분 | 23.6%  | |
| 2    | NTV    | 금요로드쇼    | 2009년 1월 9일   | 21:00 -23:34  | 154분 | 18.7%  | |
| 3    | NTV    | 금요로드쇼    | 2011년 1월 28일  | 21:00 - 23:24 | 144분 | 14.2%  | |
| 4    | NTV    | 영화천국      | 2014년 5월 26일  | 25:59 - 27:58 | 119분 |        | |
| 5    | NTV    | 금요로드SHOW! | 2016년 10월 26일 | 21:00 - 22:54 | 114분 | 9.1%   | 《데스노트 Light up the NEW world》 공개 직전에 2부작을 약 2시간 (CM을 제외하고 94분 정도)으로 재구성한 〈역습의 천재〉로 방송. |
| 6    | NTV    | 영화천국      | 2017년 11월 13일 | 25:59 - 27:58 | 119분 | 1.6%   | |

- 시청률은 비디오 리서치 조사, 관동 지역·세대·실시간.

## 데스노트: 더 뉴 월드
2016년 10월 29일 공개. 감독은 사토 신스케. 주연은 히가시데 마사히로·이케마츠 소스케·스다 마사키.
2015년 9월 13일, TV 드라마판 최종회 종료 후 〈데스노트 2016〉이라는 타이틀로 제작·공개 발표 되었다. 또한 이 작품은 드라마판과는 연결하지 않는다. 〈데스노트: 라스트 네임〉에서 약 10년 후 (〈L change the WorLd〉를 포함하면 8년 만에 제작)의 세계를 그리는 실사 영화판 3작의 정당한 속편이다.
원작에서는 규칙만 표시되어 있었지만 각 미디어 작품에서 나아가 그려질 수 없었던 〈인간계에서 동시에 존재하고 좋은 데스노트 6권까지〉라는 이른바 〈6권 규칙〉이 처음 본작에 적용되었다. 스토리는 원작자·오오바 츠쿠미에 의한 아이디어도 포함되어 사이버 테러가 전 세계적으로 빈발하는 초고도 정보화 사회가 된 시대에 나타난 〈세 명의 천재〉들이 중심이 되어, 데스노트 6권의 치열한 쟁탈전이 펼쳐진다.
과거 2작에 등장한 인물 사신도 몇몇도 등장 (연기자는 기본적으로 모두 연임하고 있다). 당초에는 〈마츠다〉만이 공개되어 있었지만 단계적으로 〈아마네 미사〉와 〈류쿠〉의 등장이 발표(류쿠에 대해서는 10년간의 더욱 발전된 3D CG기술로 제작되었으며, 대표적인 예로는 연기자인 나카무라 시도와 페이셜 캡쳐에 의한 〈연기〉 데이터도 CG에 포함되어 있다). 그리고 〈L(엘)〉과 「야가미 라이토」가 본 작품에 어떠한 형태로 등장하는 것이 공개 몇 주 전에 밝혀졌다.
이번 작품은 데스노트의 디자인이 크게 개선된 표지로 전작에 비해 더욱 가죽에 가까운 소재로 변경되었다.  또한 표지의 〈DEATH NOTE〉라는 문자는 인쇄가 아닌 실제로 새겨져 있다. 또한 내부의 페이지도 테두리가 없는 것으르 변경되어 약간 누르스름한 모양이 되었다.
공개 직전이 되는 2016년 10월 28일에는 NTV 계열 〈금요 SHOW!〉에서 특별편 〈데스노트 역습의 천재〉가 방송 되었다.

### 줄거리
〈데스노트〉를 사용하여 〈키라〉로 많은 범죄자를 처단한 야가미 라이토와 그의 폭주를 중지하기 위해 자신의 목숨을 걸고 맞섰던 세계적인 탐정 L(엘). 두 천재에 의한 장렬한 두뇌 싸움이 벌어졌던 「키라 사건」에서 10년 후인 2016년. 러시아, 월(Wall)가, 일본의 시부야 등 세계 각지에서 데스노트에 의한 것으로 보이는 변사 사건이 동시 다발적으로 발생한다.  또한 PC나 스마트폰 등의 모든 디지털 장치에 〈키라〉를 자칭하는 인물로부터 〈데스노트를 손에 넣어라〉라고 호소하는 수수께끼의 메시지가 전달된다. 〈키라는 부활했는지?〉 예전의 공포를 기억하는 사람들은 혼란에 빠진다.
일본의 키라 대책 본부는 〈데스노트 대책 본부〉라고 이름을 바꿔 존속하고 있으며, 〈미시마 츠쿠루〉를 필두로 한 새로운 멤버들이 데스노트를 발견·확보하기 위해 동분서주한다.
그 무렵 〈L의 정통 후계자〉 류자키는 어떤 사건에 의해 데스노트가 지상에 6권이 있는지 알아내고, 데스노트 대책 본부와 합류 수사에 협력하기 시작한다. 그리고 네트워크를 통해 세계의 장래를 바라보고 있는 젊은 청년·시엔 유키도 자신이 〈신〉이라고 신봉하는 키라를 위해 행동을 시작한다.
이번 데스노트 소유자는 누구인가. 〈사신은 소유자〉와 함께 있느냐? 6권의 데스노트가 모두 하나로 모였을 때 어떤 일이 발생 하는가? 수수께끼에 싸인 혼미의 시대, 세 천재들은 지력과 사력을 다해 치열한 노트북 쟁탈전에 몸을 내던진다.

### 출연
- 미시마 츠쿠루 - 히가시데 마사히로

본작의 주인공.  데스노트 대책본부 특별팀 특별 수사관.
- 류자키 - 이케마츠 소스케

L(엘)이 남긴 유전자를 물려받은 〈L의 정통 후계자〉. 체외 수정에 의해 만들어긴 했지만 그의 자녀라는 것은 아니고, 여러 명으로 만들어진 L을 복사한 것의 한 명. L 사본체이기 때문에, 반백의 머리카락이 있으며, 눈도 백탁하고 약을 정기적으로 투여해야 한다. 외출할 때는 탈을 쓰고 있다.
- 시엔 유키 - 스다 마사키

사이버 테러리스트의 청년. 어린 시절(2001년)에 가족을 살해한 과거를 가지고 있다. 또한 범인은 심신 상실 상태였기 때문에 무죄가 되었다.
- 아마네 미사 - 토다 에리카

10년 전 데스노트 소유자. 일련의 키라 사건에서 〈제2의 키라〉로 활동하고 있었다. 라이토가 사신 류쿠에 의해 데스노트에 이름을 적히고 사망한 뒤, L이 노트를 2권 모두 소각한 것으로 노트에 대한 기억을 잃어 버렸다. 현재는 아이돌에서 여배우로 변신해 활약하고 있지만, 경찰의 감시는 계속되고 있다.
- 나나세 쇼 - 후지이 미나

데스노트 대책본부 특별팀의 홍일점 수사관이며, 미시마의 측근적 존재.
- 마츠다 모모타 - 아오야마 소타

데스노트 대책본부 특별팀 주임.  대책본부의 멤버 중 유일하게 10년 전 키라 사건을 경험한 인물.
- 쿠로모토 신 / 아케야마 토모키 - 타케이 료스케

데스노트 대책본부 특별팀 수사관.
- 우라카미 마모루 / 타카하타 코우 - 오사코 잇페이

데스노트 대책본부 특별팀 수사관.
- 스가하라 준노 - 카네다 아키오

데스노트 대책 본부 책임자. 마츠다의 죽음 후 데스노트 대책본부를 해산 폐쇄시키고, 국책으로 데스노트를 회수하려고 한다.
- 아마 - 사와시로 미유키(목소리 출연)

흰색의 모습을 한 옷차림의 여성의 사신.
- 베포 - 마츠자카 토리(목소리 출연)

아오이 사쿠라에 붙어 있던 사신. 황금 가면 6개의 손가락을 가지고 있다. 류자키에게 데스노트가 6개의 지상에 소개 된, 그리고 〈6권 규칙〉에 대해 가르친다.
- 류크(목소리) - 나카무라 시도(목소리 출연)

10년 전, 데스노트를 인간계에 떨어 뜨린 사신. 현재는 사이버 테러 시온에 붙어 있다.
- 아오이 사쿠라 - 카와에이 리나

무직으로 가난하다. 데스노트의 소유자의 하나인 베포의 노트를 가진다.
- 미쿠 켄이치 - 후나코시 에이이치로

데스노트의 유지자 중 한 명. 대법관. 법을 무시하고 범죄자에 「심판」을 내릴 키라와 키라를 신앙하는 〈키라 신자〉에 강한 분노를 품고, 많은 사람을 살해한다.
- 알렉세이 이바노프

데스노트의 유지자 중 한 명. 러시아 의사. 담당 환자나 인터넷에서 찾은 자살 지원자들을 데스노트로 살해했다.  시온에 의해 데스노트에 이름을 쓰고, 약물 과다로 자살한다.
- 로저 어빙

데스노트의 유지자 중 한 명. 〈월(Wall)가의 악마〉라는 투자자. 그의 사업에 방해하는 것을 데스노트로 살해했다고 하여 그의 주가는 상승했다.  시온에 의해 데스노트에 이름을 쓰고, 자신의 건물에서 뛰어내려 자살한다.
- 미카미 테루 - 미카미 켄세이

10년 전에 미사를 조사한 검사. 키라(라이토)을 신봉하고 있다.
- 키요타카와 하루나 - 시라하네 유리

키라 지지자로 빈곤층의 범죄를 방지하기 위해 키라가 필요하다는 지론을 폈다.
- L / 류자키 - 마츠야마 켄이치

10년 전, 일련의 키라 사건을 수사한 세계적인 탐정.  키라를 사냥하는 스스로의 이름을 데스노트에 쓰는 목숨을 건 행동에 나섰다. 본작에서는 류자키가 만든 CG 영상, 류자키의 회상 속에 등장한다.
- 야가미 라이토 - 후지와라 타츠야

전작의 주인공. 원조 키라. 10년 전에 데스노트를 사용해 많은 범죄자를 살해하고 많은 사람으로부터 〈신〉으로 추앙 받지만, 류쿠에 의해 데스노트에 이름을 쓰여 사망했다. 본작에서는 시온이 전세계에 확산된 동영상과 시온이 만든 라이토의 목소리를 완벽히 재현한 컴퓨터 음성으로 등장한다.

### 스태프
- 오바 츠구미, 오바타 다케시 〈DEATH NOTE〉 (슈에이샤 점프 코믹스간)
- 감독 - 사토 신스케
- 각본 - 마노 카츠나리
- 음악 - 야마다 유타카
- 주제가 - 아무로 나미에 〈Dear Diary〉 (Dimension Point)
- 삽입곡 - 아무로 나미에 〈Fighter〉 (Dimension Point)
- 기획·프로듀서 - 사토 타카히로
- 제작 - 나카야마 요시오, 키노시타 노부키, 호리 요시타카, 후쿠다 타이치, 오스미 타다시, 야부시타 유이나리, 사와 케이이치, 나가야마 마사야, 나가이 세이시, 나가사와 카즈후미
- 제너럴 프로듀서 - 오쿠다 세이지
- 제작 총지휘 - 쿠마가이 요시카즈
- 이그제큐티브 프로듀서 - 카도야 다이스케
- 프로듀서 - 다나카 타다시, 이즈카 노부히로, 사토 죠
- 촬영 - 카와즈 타로
- 미술 - 사이토 이와오
- GAFFER - 고바야시 진
- 편집 - 이마이 츠요시
- 특수 촬영 감독 - 카미야 마코토
- VFX - 디지털 프론티어
- CG 프로듀서 - 토요시마 유사쿠, 스즈키 노부히로
- CG 디렉터 - 도이 슌
- 음악 프로듀서 - 시다 히로히데
- 기술 프로듀서 - 오오 테츠오
- 조감독 - 이상국
- 기획 협력 - 주간 소년 점프 편집부
- 배급 - 워너 브라더스 영화
- 제작사 - 닛카츠 촬영소, 장고 필름스
- 기획·제작 간사 - NTV
- 제작 - 2016 〈DEATH NOTE〉 FILM PARTNERS (NTV, 슈에이샤, 호리 프로, 워너 브라더스 영화, 쇼치쿠, 요미우리 TV 방송, VAP, 니카츠, 덴츠, Hulu, DN 드림 파트너즈, 삿포로 TV 방송, 미야기 TV 방송,  시즈오카 제1TV, 주쿄 TV 방송, 히로시마 TV 방송, 후쿠오카 방송, 니혼 TV 계열 전국 21개)

### 텔레비전 방송
| 횟수 | 방송사 | 프로그램명    | 방송일           | 시간대        | 시간  | 시청률 | 비고                                                     |
| ---- | ------ | ------------- | ---------------- | ------------- | ----- | ------ | -------------------------------------------------------- |
| 1    | NTV    | 금요로드SHOW! | 2017년 11월 17일 | 21:00 - 22:54 | 114분 | 8.9%   | 극장 공개시의 본편을 재편집한 〈스페셜 에디션〉으로 방송 |

- 시청률은 비디오 리서치 조사, 관동 지역·세대·실시간.

### 관련 작품 (Light up the NEW world)
Hulu 오리지널 드라마 《데스노트 NEW GENERATION》라는 제목으로 영화 개봉에 맞춰 스핀오프 드라마가 2016년 9월 16일부터 순차적으로 Hulu에 전달 되었다. 전 3화. 주제가는 영화의 극 중 노래로 사용된 아무로 나미에의 〈Fighter〉.

## 출연진의 등장 인물 목록
| 캐릭터             | 데스노트                   | 데스노트 the Last name         | L change the WorLd          | 데스노트 Light up the NEW world |
| ------------------ | -------------------------- | ------------------------------ | --------------------------- | ------------------------------- |
| 야가미 라이토      | 후지와라 타츠야            | 후지와라 타츠야                | 후지와라 타츠야(영화)       | 후지와라 타츠야                 |
| L(엘) / 류자키     | 마츠야마 켄이치            | 마츠야마 켄이치                | 마츠야마 켄이치             | 마츠야마 켄이치                 |
| 아마네 미사        | 토다 에리카                | 토다 에리카                    | 토다 에리카                 | 토다 에리카                     |
| 미소라 나오미      | 세토 아사카                |                                | 세토 아사카                 |                                 |
| 아키노 시오리      | 카시이 유우                |                                |                             |                                 |
| 레이 이와마츠      | 호소카와 시게키            |                                | 호소카와 시게키(목소리)     |                                 |
| 버스 운전사 사사키 | 다나카 요지                |                                | 다나카 요지                 |                                 |
| 타카다 키요미      |                            | 카타세 나나                    |                             |                                 |
| 이즈메가와 유지    |                            | 매기                           |                             |                                 |
| 니시야마 사에코    |                            | 우에하라 사쿠라                |                             |                                 |
| 야가미 사치코      | 고다이 미치코              | 고다이 미치코                  |                             |                                 |
| 요루가미 쇼우      | 미츠시마 히카리            | 미츠시마 히카리                |                             |                                 |
| 소라 이쿠타        | 나카무라 이쿠지            | 나카무라 이쿠지                |                             |                                 |
|                    | 아오야마 소타              | 아오야마 소타                  | 아오야마 소타(크레딧에서만) | 아오야마 소타                   |
| 모키 칸조          | 시미즈 신                  | 시미즈 신                      |                             |                                 |
| 아이자와           | 오쿠다 타츠시              | 오쿠다 타츠시                  |                             |                                 |
| 사와               | 코마츠 미유키              | 코마츠 미유키                  |                             |                                 |
| 사에키 경찰청장    | 츠가와 마사히코            | 츠가와 마사히코                |                             |                                 |
| 류크               | 나카무라 시도(목소리 출연) | 나카무라 시도(목소리 출연)     | 나카무라 시도(목소리 출연)  | 나카무라 시도(목소리 출연)      |
| 렘                 |                            | 이케하타 신노스케(목소리 출연) |                             |                                 |
| 와타리             | 후지무라 슌지              | 후지무라 슌지                  | 후지무라 슌지               |                                 |
| 야가미 소이치로    | 카가 다케시                | 카가 다케시                    |                             |                                 |
| K / 히사조 쿠미코  |                            |                                | 쿠도 유키                   |                                 |
| 니카이도 마키      |                            |                                | 후쿠다 마유코               |                                 |
| 마츠도 코이치      |                            |                                | 히라이즈미 세이             |                                 |
| BOY / 니아         |                            |                                | 후쿠다 나루시               |                                 |
| 미사와 하츠네      |                            |                                | 사토 메구미                 |                                 |
| 스루기 히데아키    |                            |                                | 난바라 키요타카             |                                 |
| 니카이도 키미히코  |                            |                                | 츠루미 싱고                 |                                 |
| 마토바 다이스케    |                            |                                | 타카시마 마사노부           |                                 |
| 미시마 츠쿠루      |                            |                                |                             | 히가시데 마사히로               |
| 류자키             |                            |                                |                             | 이케마츠 소스케                 |
| 시엔 유키          |                            |                                |                             | 스다 마사키                     |
| 나나세 쇼          |                            |                                |                             | 후지이 미나                     |
| 카와에이 리나      |                            |                                |                             | 카와에이 리나                   |
| 쿠로모토 신        |                            |                                |                             | 타케이 료스케                   |
| 우라카미 마모루    |                            |                                |                             | 오사코 잇페이                   |
| 아마               |                            |                                |                             | 사와시로 미유키(목소리 출연)    |
| 베포               |                            |                                |                             | 마츠자카 토리(목소리 출연)      |
| 미쿠 켄이치        |                            |                                |                             | 후나코시 에이이치로             |

## 인기·평가
표기가 없는 경우는 2부작과 〈L change the WorLd〉에 대한 것이다.
- 전편은 관객 동원수 223만명, 흥행 수입 28억엔을 기록하며, 2주 연속 국내 영화 흥행 순위 1위. 후편은 관객 동원 수 430만명, 흥행 수입 52억엔을 기록하며 국내 영화 흥행 순위 4주 연속 1위를 차지했다. 흥행 수입 100억엔의 당초 목표에는 미치지 못했지만 전후편이 합계 80억엔을 기록했다.

- DVD 〈DEATH NOTE 데스노트 complete set〉도 오리콘 DVD 차트 2주 연속 1위를 차지했고, 매출은 22만장을 기록했다.

- 후편 공개 직전의 2016년 10월 27일, NTV 계열 영화 프로그램 〈금요로드쇼〉 20주년 특별기획으로 가네코 슈스케 감독이 전편을 텔레비전 방송용으로 편집한 〈디렉터스 컷 특별편〉에서 TV 방송되어 24.5%의 시청률을 기록했다. DVD 발매 전에 지상파 방송은 이례적이다.  해적판 대책으로 프로그램 방송 중에 항상 화면 오른쪽 상단에 〈금요로드쇼〉의 로고가 삽입되었다.

- 레드 핫 칠리 페퍼스가 부른 주제가 〈Dani California〉는 그래미상 4관왕을 수상했다.

## 수상
데스노트 the Last name
- 제25회 골든 글로스상 일본영화부문 우수 은상

## 영상 소프트화
발매·판매원은 VAP. 또한 전편 후편 DVD는 대여 버전과 셀 판에서 숨겨진 영상이 각각 다르다.

### 탐색 DVD
- 데스노트 증언 ~Beginning of the Movie~ (1장 세트 전편의 탐색 DVD 대여 전용)
  - 미니 메이킹
  - HOW TO USE IT
  - 〈데스노트 전편 특보〉 극장 예고편
  - 인터뷰
  - 캐릭터 프로필
  - 숨겨진 영상

- 데스노트 the Last name profile report from L (1장 세트·후편 탐색 DVD 대여 전용 멀티 앵글 기능 (3 스트림) 탑재)
  - 미니 메이킹
  - 인터뷰
  - 애니메이션판 〈데스노트 선출〉 영상
  - 원 만화 홍보
  - 레드 핫 칠리 페퍼스 〈ステイディアム・アーケイディアム〉 선전
  - 악몽 〈the WORLD / 알루미나〉 선전
  - HOW TO USE IT
  - 〈데스노트 the Last name〉 특보
  - 캐릭터 프로필
  - 숨겨진 영상

- 데스노트 DEAD OR ALIVE Assist DVD (1장 세트·재편집된 TV 특별 방송 등을 수록한 DVD 2006년 11월 22일 발매)
  - 카운트다운 클라이맥스 〈DEATH NOTE DEAD OR ALIVE〉
    - 제1밤 〈Black NIght / Contract of The Dark〉
    - 제2밤 〈Red Night / Contract of Blood〉
    - 제3밤 〈White Night / Contract of innocent〉

  - 〈데스노트 the Last name〉 극장 예고편
  - 홍콩 월드 프리미어 (2006년 10월 28일) 잠입 영상
  - 11.3 〈데스노트 the Last name〉 첫날 무대 인사 문서

### 전편
- 데스노트 전편 (렌탈판 DVD 1장 세트)
  - 영상 특전
    - 신작 안내
    - 극장 예고편
    - 캠페인 영상
    - 숨겨진 영상

  - 양면 쟈켓 사양

- 데스노트 전편 (셀판·DVD 1장 세트, 2007년 3월 14일 발매) (VPBT-12686)
  - 영상 특전
    - 후지와라 타츠야 × 마츠야마 켄이치의 메시지 영상
    - 특보집
    - 극장 예고편
    - TV 스팟 집
    - 숨겨진 영상

- 데스노트 전편 Blu-ray (1장 세트 2009년 2월 25일 발매)
  - 영상 특전
    - 후지와라 타츠야(야가미 라이토) 메시지
    - 토다 에리카(아마네 미사) 메시지
    - 특보집
    - 극장 예고편

  - 음성 특전
    - 오디오 코멘터리 (감독 가네코 슈스케 × 프로듀서 사토 타카히로 × 보조 프로듀서 다나카 타다시)

### 후편
- 데스노트 the Last name (렌탈판·DVD 1장 세트)
  - 영상 특전
    - 신작 안내
    - 극장 예고편
    - 〈L change the WorLd〉 특보

  - 숨겨진 영상
  - 양면 쟈켓 사양

- 데스노트 the Last name (셀판·DVD 1장 세트, 2007년 3월 14일 발매) (VPBT-12687)
  - 영상 특전
    - 후지와라 타츠야 × 마츠야마 켄이치의 메시지 영상
    - 특보
    - 극장 예고편
    - TV 스팟집
    - 〈L change the WorLd〉 특보
    - 숨겨진 영상

- 데스노트 the Last name Blu-ray (1장 세트 2009년 2월 25일 발매)
  - 영상 특전
    - 후지와라 타츠야(야가미 라이토) 메시지
    - 토다 에리카(아마네 미사) 메시지
    - 특보
    - 극장 예고편

  - 음성 특전
    - 오디오 코멘터리(감독·각본 카네코 슈스케 × 프로듀서 사토 타카히로 × 보조 프로듀서 다나카 타다시)

### 전편 후편 세트
- 데스노트 complete set (전후편 본편 + 특전 DVD 3장 세트 2007년 3월 14일 발매) (VPBT-12688)
  - 디스크 1 : 〈데스노트 전편〉 (셀 단품 버전과 동일)
  - 디스크 2 : 〈데스노트 the Last name〉 (셀 단품 버전과 동일)
  - 디스크 3 : 특전 DVD (데스노트 디자인 재킷 (라이토 ver.과 미사 ver. 중 하나)에 수납)
    - 후지와라 타츠야 × 마츠야마 켄이치의 메시지 영상
    - 2006년 달력 방식으로 쓰는 전후편 메이킹 영상
    - 15초 메뉴 무비집
    - 숨겨진 영상
    - MUSIC VIDEO 〈HAKAI (Deathtroy)〉
    - KONAMI 트레이딩 카드 갤러리
    - DEAD OR ALIVE 퀴즈 캠페인 : 데스노트 서포터즈 신용

  - 봉입 특전
    - 32페이지 올컬러 소책자
    - 데스노트 SPECIAL CD (소책자 봉입 특전)

  - 특제 슬리브 케이스 & 디지팩 사양 (봉입되어 있는 데스노트 디자인 재킷 디지팩 사양이 다름)

- 데스노트 -5th Anniversary Blu-ray BOX- (전후편 BD + 특전 DVD 3장 세트 2011년 11월 25일 발매)
  - 디스크 1 : 〈데스노트 전편 BD〉 (단품 버전과 동일)
  - 디스크 2 : 〈데스노트 the Last name BD〉 (단품 버전과 동일)
  - 디스크 3 : 특전 DVD (DVD판 〈complete set〉 특전 DVD와 동일)
  - 봉입 특전 : 소책자 (6P)

### Light up the NEW world
- 데스노트 Light up the NEW world 통상판 (1장 세트 2017년 4월 19일 발매)
  - 영상 특전
    - 특보 극장 예고편 TV 스팟집
    - 영상 크리에이트 집단 〈BRDG〉 × 〈데스노트〉 스페셜 스팟 (각 9초 ver.)

- 데스노트 Light up the NEW world complete set (3장 세트 2017년 4월 19일 발매)
  - 디스크 1 : 본편 디스크
  - 영상 특전
    - 특보 극장 예고편 TV 스팟집
    - 영상 크리에이트 집단 〈BRDG〉 × 〈데스노트〉 스페셜 스팟 (각 9초 ver.)

  - complete set 한정 음성 특전
  - 미시마·류자키 외 데스노트 대책본부 멤버에 의한 오디오 해설(히가시데 마사히로 × 이케마츠 소스케 × 후지이 미나 × 아오야마 소타 × 타케이 료스케 × 오사코 잇페이 × 오오츠카 히로타)
  - 디스크 2 : 특전 디스크 1 (Blu-ray판은 Blu-ray, DVD버전은 DVD로 수록)
    - 메이킹
    - Hulu 오리지널 드라마 〈데스노트 NEW GENERATION〉 (전 3화)

  - 디스크 3 : 특전 디스크 2 (Blu-ray판은 Blu-ray, DVD버전은 DVD로 수록)
    - 무대 인사집
      - 재팬 프리미어 무대 인사
      - 원샷 상영회 (데스노트 / 데스노트 the Last name)
      - 첫날 무대인사
      - 대히트 팬감사제 in 사노
      - 홍콩 프리미어

    - 좌담회집
      - 특별 좌담회
      - 호화 캐스트 특별 좌담회
      - 토다 에리카 스페셜 인터뷰
      - 데스노트 사랑 연예인 토크

    - 봉입 특전
    - 소책자
    - 특제 슬리브 케이스 포함 디지팩 사양